# Vrå Station
Vrå Station er en dansk jernbanestation i stationsbyen Vrå i Vendsyssel.
Vrå Station ligger på Vendsysselbanen mellem Aalborg og Frederikshavn og åbnede i 1871. Den betjenes af Nordjyske Jernbaner med lokaltog mellem Skagen og Aalborg.

## Historie
Stationen åbnede i 1871 som mellemstation på Vendsysselbanen. Vendsysselbanen blev indviet den 15. august 1871 og gik i første omgang fra Nørresundby til Frederikshavn. Senere kom der forbindelse til Aalborg Banegård via Jernbanebroen over Limfjorden, som blev åbnet for trafik den 8. januar 1879. I dag er stationen lukket, men fungerer som trinbræt. I 2017 overtog jernbaneselskabet Nordjyske Jernbaner den regionale togdrift mellem Skørping og Frederikshavn fra DSB.

## Arkitektur
Stationsbygningen er tegnet af arkitekten N.P.C. Holsøe.